# Crema (gastronomía)

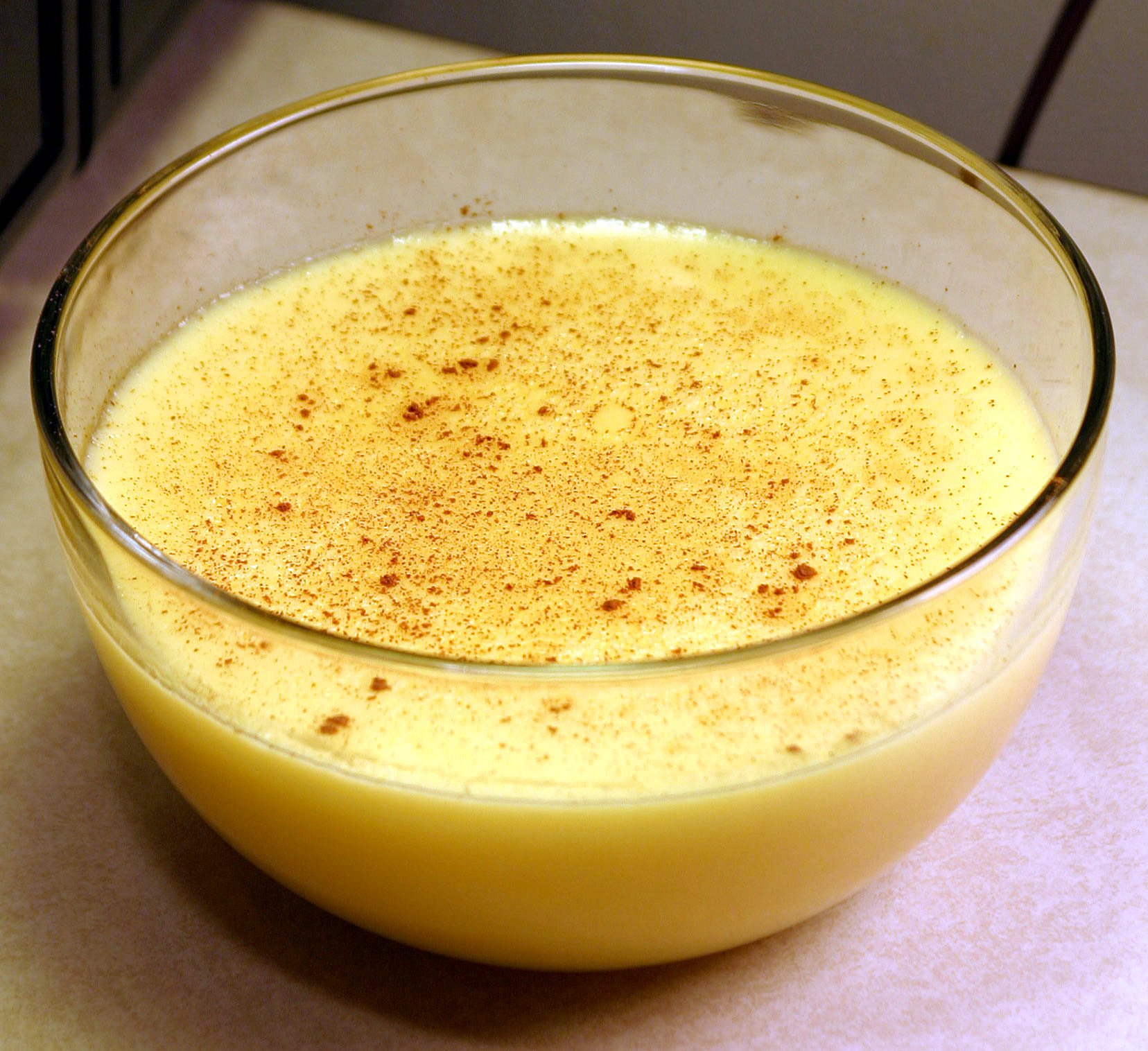
Crema pastelera en un cuenco de cristal.

La crema (galicismo de crème) es una familia de alimentos de consistencia cremosa, elaborados con leche y huevos fundamentalmente, que se espesan con calor. Comúnmente se refiere a un postre o a una salsa de postre, pero también puede prepararse para usarla en comidas saladas. Se denomina también crema a un tipo de sopas elaboradas a partir de un roux. Se comercializan cremas instantáneas o precocinadas, aunque no son auténticas si no se han espesado con huevo.

## Características en repostería
Como postre, se hace a partir de una combinación de leche (o crema de leche), yema de huevo, azúcar y saborizantes como vainilla y canela. Para dar más consistencia a la crema se añade harina, maicena o gelatina.
En la cocina francesa, el término crème significa crema de leche o nata, por lo que es siempre necesario añadir otra palabra que precise su uso. En repostería, se distinguen dos tipos de crema básica cuyo cuajado se obtiene con yema de huevo:
- La crème anglaise es parecida al custard inglés. De consistencia ligera y bastante líquida, se consume sola o como acompañamiento de pasteles. Cuando se le añade gelatina para solidificarla, se llama crème anglaise collée y se emplea en la elaboración de bavaroises o charlottes.
- La crème pâtissière es el equivalente de la crema pastelera española. Su consistencia más espesa se obtiene añadiendo harina o maicena durante el proceso de cocción. Se emplea para rellenar buñuelos, pepitos o milhojas, roscón de reyes o se consume sola en variantes muy populares en España.

## Cremas en la repostería española
Entre las variantes más conocidas de la crema pastelera podemos encontrar diversas cremas españolas en las que varían los aromas, las proporciones de leche, huevo y harina así como la consistencia final más o menos cuajada.
- La crema catalana: servida en platos individuales de barro cocido, su superficie se espolvorea con azúcar y se quema para formar una delicada costra crujiente.
- Las natillas: es una crema pastelera untuosa perfumada con corteza de limón y canela.
- El flan: en vez de utilizar sólo yemas, se emplea el huevo entero. La última fase de la cocción se hace al baño María en una flanera cuyo fondo se ha cubierto de caramelo. Debido a estas diferencias en la elaboración, el flan tiene una consistencia más cuajada que las anteriores cremas.

## Cremas dulces
Algunas recetas que incluyen crema dulce son:
- Bavarois
- Crema catalana
- Crema de caramelo
- Helado (crema helada)
- Flan
- Merengue
- Natillas
- Panna cotta
- Pasteles daneses
- Profiteroles
- Tarta de calabaza
- Tartas de crema
- Trifle inglés
- Zabaglione
- Crema Chantilly
- Kremóvka (o Chremeschnitte)

Las cremas son una parte importante de la repostería de muchos países, incluyendo España, Francia, Inglaterra, Alemania, Portugal, Italia, los Estados Unidos y Australia.

## Cremas saladas

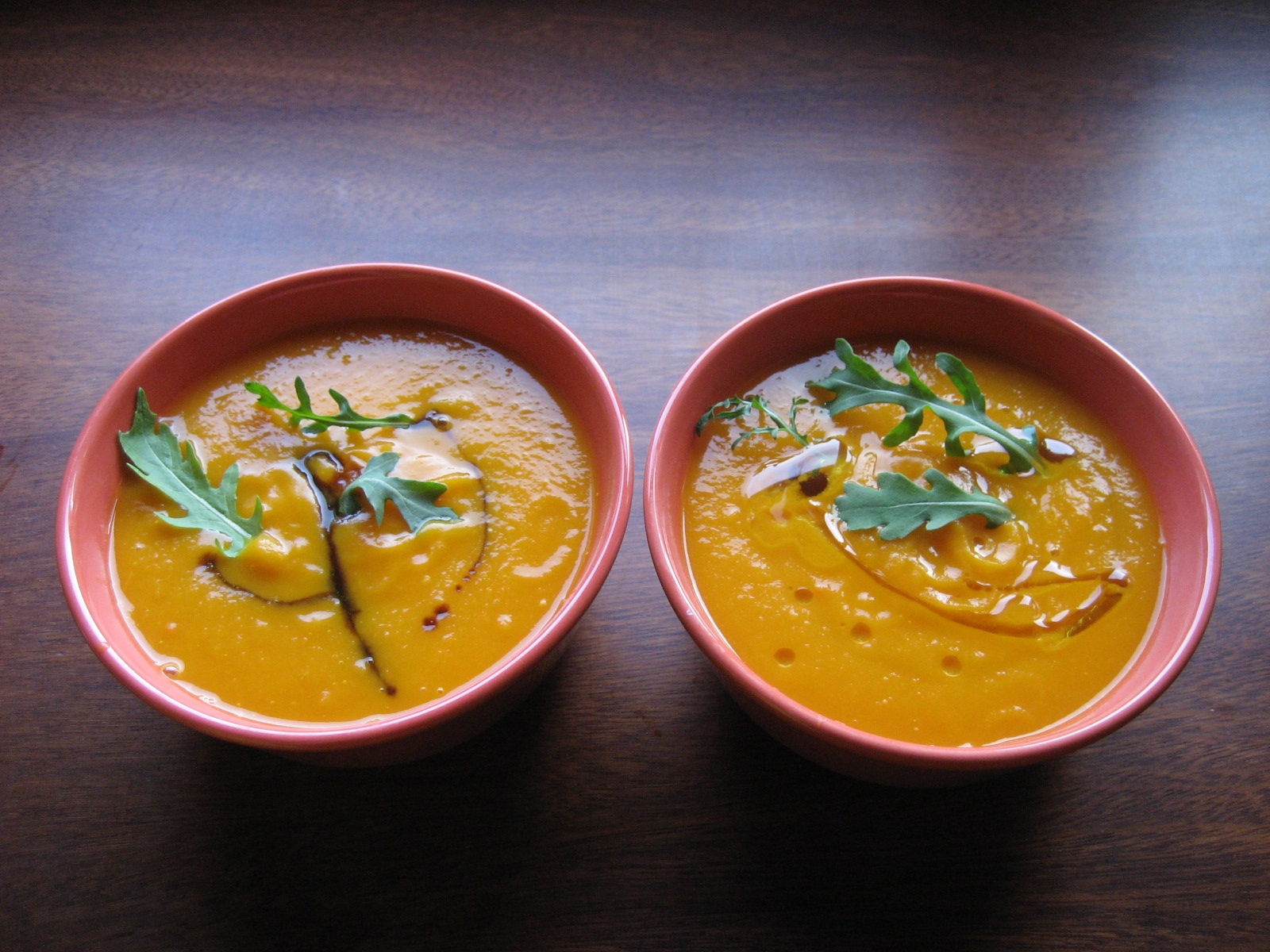
Crema de calabaza, con hojas de rúcula.

No todas las cremas son dulces. Algunos tipos de timbal o pan vegetal se hacen a partir de una crema mezclada con los ingredientes salados troceados.
Se llama también crema a un tipo de sopa parecida a un puré cremoso, donde el huevo es opcional. La base consiste en una bechamel o una salsa velouté, mezclada con verduras trituradas y enriquecida con crema de leche o nata. Entre las más conocidas, se pueden citar la crema de champiñones y la crema de espárragos.

## La crema de leche o nata
El primer significado de la palabra "crema" se aplica a las cremas de leche, o nata. Se definen en primer lugar por su contenido de materia grasa (M.G.). La crema "liviana" o "ligera" tiene entre 18 y 34 % de M.G., la crema "normal", que consumimos habitualmente, tiene un tenor graso de entre 34,1 y 50 %, y la crema "doble" posee un contenido superior al 50 % de materia grasa.
Según el proceso de elaboración utilizado, se distinguen varios tipos de crema:
- La crema pasteurizada: es conocida como crema o nata fresca.
- La crema esterilizada o uperisada: es sometida al proceso térmico de Ultra Alta Temperatura o Ultra High Temperature (UHT).
- La crema ácida o agria: es aquella que se obtiene por acidificación biológica, muy frecuente en los países del norte de Europa.